# Ленц, Харальд Отмар
Харальд Отмар Ленц (нем. Harald Othmar Lenz; 1798—1870) — немецкий натуралист и научный историк.

## Биография
Родился в 1798 году в Германии.

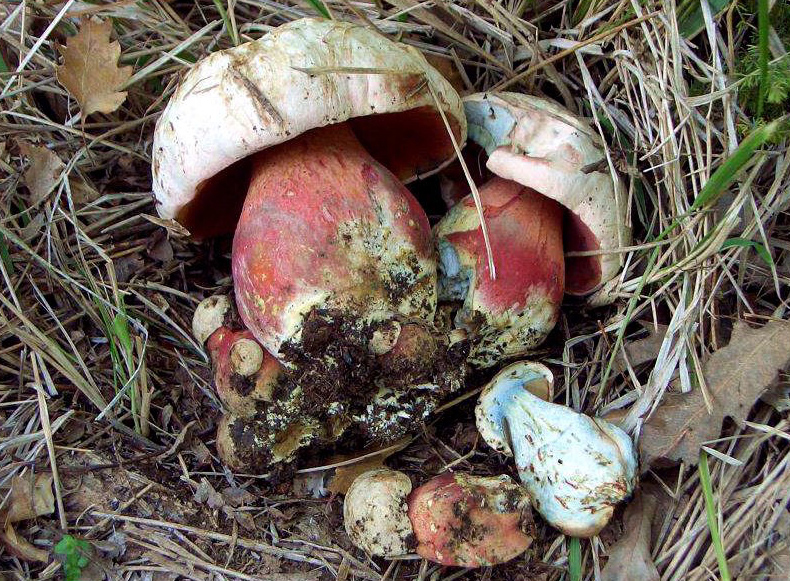
Сатанинский гриб был впервые описан Харальдом Ленцем

С 1820 по 1823 год Ленц преподавал биологию в Торне, затем переехал в Мариенбург, где работал научным историком. С 1824 года Ленц жил и работал в городе Шнепфенталь в Тюрингии, впоследствии ставшем частью города Вальтерсхаузен.
В 1835 году шведский миколог Э. М. Фрис назвал в честь Ленца род пластинчатых трутовиков Лензитес.
Харальд Ленц скончался 13 (или 31) января 1870 года в Шнепфентале в возрасте 71 года.

## Некоторые работы
- Lenz, H.O. (1831). Die nützlichen und schädlichen Schwämme. ed. 1., 130 p.
- Lenz, H.O. (1859). Botanik der alten Griechen und Römer. 776 p.

## Роды, названные в честь Х. О. Ленца
- Lenzia Phil., 1864
- Lenzites Fr., 1835